# Andradas

Andradas este un oraș din unitatea federativă Minas Gerais, Brazilia.